# دانیل اسکات آروجا
دانیل اسکات آروجا (به انگلیسی: Danielle Scott-Arruda) (زاده ۱ اکتبر ۱۹۷۲) بازیکن والیبال اهل آمریکا است. دانیل از با سابقه‌ترین بازیکنان تیم ملی آمریکا است و در المپیک ۱۹۹۶، ۲۰۰۰، ۲۰۰۴، ۲۰۰۸ و ۲۰۱۲ حضور داشته‌است.